# 建国先贤纪念园站
建國先賢紀念園站（英語：Founders' Memorial Station，代號：TE22A），是新加坡地鐵湯申－東海岸線上的一個未來車站，位于新加坡本岛濱海灣花園的滨海东花園內。工程預計在2019年啟動並在2027年啟用，與相鄰的建國先賢紀念園同步啟用。此站將成為新加坡地鐵繼杜佛站與坎貝拉站後第三個中途啟用的車站，也是第一個地下化和島式月台的中途啟用車站。
建國先賢紀念園地鐵站是新加坡地鐵三個有正式馬來語站名的車站之一，其餘兩個是植物園站和濱海灣花園站。

## 歷史
建國先賢紀念園地鐵站在2018年版本陸路交通管理局網站的新加坡地鐵路線圖首先以「濱海灣東」站（編號TE22A）出現。此站原先預計以湯申－東海岸線第四期一同興建。此站除了在同步確認裕廊區域線走線的新路線圖短暫出現以外並未正式對外公佈，而且在首次出現不久後就由路線圖上刪除。
2019年1月，當局正式公佈站名為「建國先賢紀念園」，並會在2027年與建國先賢紀念園同步啟用。最終站名尚未確定，但車站編號TE22A則已經確定。
將濱海東花園興建的湯申－東海岸線設施改建為車站的T302合約以約2.424億新加坡元授予中國中鐵一局集團有限公司。